# Cum se înțeleg țăranii
Cum se înțeleg țăranii este o operă literară scrisă de Ion Luca Caragiale. 